# Football Club Stade Nyonnais 2010-2011
Questa voce raccoglie le informazioni riguardanti il Football Club Stade Nyonnais nelle competizioni ufficiali della stagione 2010-2011.

## Stagione
Nella stagione 2010-2011 lo Stade Nyonnais, allenato da John Dragani, concluse il campionato di Challenge League al 6º posto. In Coppa Svizzera lo Stade Nyonnais fu eliminato al secondo turno dal Lucerna.

## Rosa
| N. |                       | Ruolo | Calciatore               |
| -- | --------------------- | ----- | ------------------------ |
| 2  | Marocco (bandiera)    | C     | Oussama Talal            |
| 3  | Italia (bandiera)     | D     | Michele Morganella       |
| 4  | Svizzera (bandiera)   | D     | Gilles Levrand           |
| 5  | Francia (bandiera)    | C     | Bertrand N'Dzomo         |
| 6  | Svizzera (bandiera)   | C     | Damien Germanier         |
| 7  | Svizzera (bandiera)   | A     | David Luongo             |
| 8  | Francia (bandiera)    | D     | Yanis Cavaglia           |
| 9  | Francia (bandiera)    | A     | Fréderic Besseyre        |
| 10 | Francia (bandiera)    | C     | Tony Andreu              |
| 11 | Italia (bandiera)     | D     | Ignazio Cocchiere        |
| 12 | Svizzera (bandiera)   | C     | Christopher Gargantini   |
| 13 | Portogallo (bandiera) | A     | Luís Pimenta             |
| 14 | Ruanda (bandiera)     | A     | Quentin Rushenguziminega |

| N. |                         | Ruolo | Calciatore         |
| -- | ----------------------- | ----- | ------------------ |
| 15 | Svizzera (bandiera)     | D     | Yvan Bolay         |
| 16 | Svizzera (bandiera)     | A     | Tshitumba N'Gindu  |
| 17 | Svizzera (bandiera)     | C     | Remo Hauser        |
| 18 | Svizzera (bandiera)     | P     | Mathieu Débonnaire |
| 19 | Francia (bandiera)      | C     | Cédric De La Loma  |
| 20 | Martinica (bandiera)    | A     | Geoffrey Malfleury |
| 22 | Svizzera (bandiera)     | D     | Steve Katana       |
| 23 | Svizzera (bandiera)     | C     | Daryl Bürgi        |
| 25 | RD del Congo (bandiera) | D     | Emmanuel Domo      |
| 26 | Svizzera (bandiera)     | C     | Manuel Bühler      |
| 28 | Svizzera (bandiera)     | D     | Stéphane Sarni     |
| 30 | Svizzera (bandiera)     | P     | David Marques      |
| 31 | Svizzera (bandiera)     | P     | Christian Liviero  |

## Organigramma societario
Area tecnica
- Allenatore: John Dragani
- Allenatore in seconda: Christophe Jean
- Preparatore dei portieri: Ferdy Lamon
- Preparatori atletici:

## Calciomercato

### Sessione estiva
| Acquisti | Acquisti           | Acquisti | Acquisti |
| R.       | Nome               | da       | Modalità |
| -------- | ------------------ | -------- | -------- |
| D        | Ignazio Cocchiere  | Baulmes  |          |
| C        | Cédric De La Loma  | Meyrin   |          |
| P        | Mathieu Débonnaire | Losanna  |          |
| D        | Steve Katana       | Servette |          |
| A        | Luís Pimenta       | Losanna  |          |
| D        | Michele Morganella | Le Mont  |          |
| C        | Bertrand N'Dzomo   | Losanna  |          |

| Cessioni | Cessioni         | Cessioni       | Cessioni |
| R.       | Nome             | a              | Modalità |
| -------- | ---------------- | -------------- | -------- |
| A        | Mikael Cardoso   | Chênois        |          |
| D        | Mehdi Challandes | Bienne         |          |
| D        | Yves Miéville    | Étoile Carouge |          |
| D        | Jérémy Pauchard  | Étoile Carouge |          |
| A        | Jocelyn Roux     | Losanna        |          |
| P        | Damien Warpelin  | Malley         |          |

### Sessione invernale
| Acquisti | Acquisti      | Acquisti | Acquisti |
| R.       | Nome          | da       | Modalità |
| -------- | ------------- | -------- | -------- |
| D        | Emmanuel Domo | Chênois  |          |
| C        | Manuel Bühler | Yverdon  |          |

| Cessioni | Cessioni          | Cessioni | Cessioni |
| R.       | Nome              | a        | Modalità |
| -------- | ----------------- | -------- | -------- |
| C        | Mathieu Germanier | Yverdon  |          |

## Risultati

### Challenge League

#### andata
| Arbitro: | Winter |

|                   |           |                                   |
| Mollet 82’ (aut.) | Marcatori | 23’, 33’, 49’ Valente 30’ Rossini |

| Arbitro: | Klossner |

|          |           |  |
| Alic 55’ | Marcatori |  |

| Arbitro: | Gut |

|                                         |           |              |
| de Azevedo 26’ Eudis 78’ Vitkieviez 90’ | Marcatori | 67’ Besseyre |

| Arbitro: | Wermelinger |

|  |           |                               |
|  | Marcatori | 13’ Čavušević 54’, 90’ Blumer |

| Arbitro: | Circhetta |

|               |           |             |
| Rodriguez 32’ | Marcatori | 39’ N'Gindu |

| Arbitro: | Graf |

|             |           |             |
| Tchouga 45’ | Marcatori | 78’ Levrand |

| Arbitro: | Bieri |

|                                              |           |  |
| Besseyre 5’ (rig.) Morganella 72’ Andreu 81’ | Marcatori |  |

| Arbitro: | Gremaud |

|             |           |                            |
| Bouamri 19’ | Marcatori | 27’ De La Loma 48’ N'Gindu |

| Arbitro: | Laperrière |

|                             |           |                                   |
| N'Gindu 7’, 54’ Levrand 63’ | Marcatori | 62’ Bieli 67’ Thüring 70’ Lüscher |

| Arbitro: | Studer |

|                                                      |           |  |
| Sheholli 25’ Chatton 38’ Mathys 64’ Etoundi 78’, 90’ | Marcatori |  |

| Arbitro: | Bieri |

|                                       |           |                 |
| Pimenta 20’ (rig.), 54’ Malfleury 37’ | Marcatori | 4’, 44’ Schultz |

| Arbitro: | Hänni |

|                               |           |  |
| Magnetti 29’, 61’ Witschi 33’ | Marcatori |  |

| Arbitro: | Wermelinger |

|  |           |            |
|  | Marcatori | 41’ Afonso |

| Arbitro: | Amhof |

|                               |           |                                                  |
| Bader 25’ (aut.) Cavaglia 48’ | Marcatori | 14’ Bader 18’, 53’, 56’ Sabia 23’ (aut.) N'Gindu |

| Arbitro: | Erlachner |

|               |           |             |
| Fabrizzyo 84’ | Marcatori | 24’ Pimenta |

#### ritorno
| Arbitro: | Hänni |

|             |           |  |
| Pimenta 61’ | Marcatori |  |

| Arbitro: | Klossner |

|                          |           |  |
| Pimenta 11’ Besseyre 76’ | Marcatori |  |

| Winterthur 6 marzo 2011, ore 14:30 CET 18ª giornata | Winterthur | 0 – 0 referto | Stade Nyonnais | Stadion Schützenwiese (1 700 spett.)\| Arbitro: \| Gremaud \| |
| Arbitro:                                            | Gremaud    |               |                |                                                               |

| Arbitro: | Carrell |

|  |           |               |
|  | Marcatori | 39’ Karanović |

| Arbitro: | Winter |

|             |           |                          |
| Bijelić 57’ | Marcatori | 9’ Pimenta 66’ Malfleury |

| Arbitro: | Jaccottet |

|  |           |                                                  |
|  | Marcatori | 69’ Pimenta 74’ N'Gindu 77’, 90’ (rig.) Besseyre |

| Arbitro: | Amhof |

|            |           |            |
| Andreu 40’ | Marcatori | 50’ Veloso |

| Arbitro: | Gut |

|             |           |                                                           |
| Merenda 87’ | Marcatori | 6’, 68’ Besseyre 32’ Malfleury 42’ Morganella 57’ Pimenta |

| Arbitro: | Winter |

|                      |           |                   |
| Fejzulahi 20’ (rig.) | Marcatori | 29’, 67’ Besseyre |

| Arbitro: | Pache |

|            |           |  |
| Bühler 15’ | Marcatori |  |

| Arbitro: | Huwiler |

|                              |           |                        |
| Čavušević 45’ Grossklaus 72’ | Marcatori | 49’ Pimenta 67’ Bühler |

| Arbitro: | San |

|  |           |                                                          |
|  | Marcatori | 38’ (rig.) Silvio 44’, 75’ Avanzini 56’ Roux 82’ Steuble |

| Arbitro: | Makkelie |

|                                  |           |            |
| Besseyre 9’ (rig.) Malfleury 73’ | Marcatori | 38’ Allali |

| Arbitro: | Amhof |

|                  |           |                               |
| Valente 64’, 75’ | Marcatori | 45’, 79’ Besseyre 63’ N'Gindu |

| Arbitro: | Laperrière |

|                                                       |           |                        |
| Besseyre 14’, 73’ Malfleury 52’ Pimenta 71’ Sarni 87’ | Marcatori | 2’ Marchesano 46’ Rapp |

### Coppa Svizzera
| 19 settembre 2010, ore 16:00 CEST Primo turno | Perly-Certoux | 0 – 1 | Stade Nyonnais |  |

| 17 ottobre 2010, ore 15:00 CEST Secondo turno | Stade Nyonnais | 1 – 2 | Lucerna |  |

## Statistiche

### Statistiche di squadra
| Competizione     | Punti | In casa | In casa | In casa | In casa | In casa | In casa | In trasferta | In trasferta | In trasferta | In trasferta | In trasferta | In trasferta | Totale | Totale | Totale | Totale | Totale | Totale | DR |
| Competizione     | Punti | G       | V       | N       | P       | Gf      | Gs      | G            | V            | N            | P            | Gf           | Gs           | G      | V      | N      | P      | Gf     | Gs     | DR |
| ---------------- | ----- | ------- | ------- | ------- | ------- | ------- | ------- | ------------ | ------------ | ------------ | ------------ | ------------ | ------------ | ------ | ------ | ------ | ------ | ------ | ------ | -- |
| Challenge League | 46    | 15      | 7       | 2       | 6       | 24      | 28      | 15           | 6            | 5            | 4            | 24           | 23           | 30     | 13     | 7      | 10     | 48     | 51     | -3 |
| Coppa Svizzera   | -     | 1       | 0       | 0       | 1       | 1       | 2       | 1            | 1            | 0            | 0            | 1            | 0            | 2      | 1      | 0      | 1      | 2      | 2      | 0  |
| Totale           | 46    | 16      | 7       | 2       | 7       | 25      | 30      | 16           | 7            | 5            | 4            | 25           | 23           | 32     | 14     | 7      | 11     | 50     | 53     | -3 |

### Andamento in campionato
| Giornata  | 1  | 2  | 3  | 4  | 5  | 6  | 7  | 8  | 9  | 10 | 11 | 12 | 13 | 14 | 15 | 16 | 17 | 18 | 19 | 20 | 21 | 22 | 23 | 24 | 25 | 26 | 27 | 28 | 29 | 30 |
| --------- | -- | -- | -- | -- | -- | -- | -- | -- | -- | -- | -- | -- | -- | -- | -- | -- | -- | -- | -- | -- | -- | -- | -- | -- | -- | -- | -- | -- | -- | -- |
| Luogo     | C  | T  | T  | C  | T  | T  | C  | T  | C  | T  | C  | T  | C  | C  | T  | C  | C  | T  | C  | T  | T  | C  | T  | T  | C  | T  | C  | C  | T  | C  |
| Risultato | P  | P  | P  | P  | N  | N  | V  | V  | N  | P  | V  | P  | P  | P  | N  | V  | V  | N  | P  | V  | V  | N  | V  | V  | V  | N  | P  | V  | V  | V  |
| Posizione | 13 | 13 | 14 | 16 | 16 | 16 | 15 | 13 | 12 | 14 | 13 | 13 | 14 | 14 | 14 | 13 | 11 | 11 | 13 | 11 | 8  | 9  | 8  | 8  | 7  | 7  | 8  | 7  | 6  | 6  |

Legenda:

Luogo: C = Casa; T = Trasferta. Risultato: V = Vittoria; N = Pareggio; P = Sconfitta.

### Statistiche dei giocatori
| T. Andreu           | 21 | 2  | 4 | 0 |
| F. Besseyre         | 24 | 14 | 3 | 0 |
| Y. Bolay            | 22 | 0  | 4 | 0 |
| M. Bühler           | 8  | 2  | 1 | 0 |
| D. Bürgi            | 0  | 0  | 0 | 0 |
| Y. Cavaglia         | 23 | 1  | 5 | 0 |
| I. Cocchiere        | 5  | 0  | 0 | 2 |
| C. De La Loma       | 23 | 1  | 5 | 1 |
| E. Domo             | 10 | 0  | 3 | 0 |
| M. Débonnaire       | 21 | 0  | 2 | 0 |
| C. Gargantini       | 7  | 0  | 0 | 0 |
| D. Germanier        | 12 | 0  | 0 | 0 |
| M. Germanier        | 6  | 0  | 2 | 0 |
| C. Guedes           | 5  | 0  | 0 | 0 |
| R. Hauser           | 6  | 0  | 0 | 0 |
| S. Katana           | 16 | 0  | 4 | 0 |
| G. Levrand          | 22 | 2  | 0 | 0 |
| C. Liviero          | 1  | 0  | 0 | 0 |
| D. Luongo           | 7  | 0  | 2 | 0 |
| G. Malfleury        | 24 | 5  | 4 | 0 |
| D. Marques          | 5  | 0  | 1 | 1 |
| M. Morganella       | 21 | 2  | 7 | 0 |
| B. N'Dzomo          | 29 | 0  | 7 | 0 |
| T. N'Gindu          | 27 | 6  | 3 | 0 |
| L. Pimenta          | 24 | 10 | 3 | 0 |
| Q. Rushenguziminega | 12 | 0  | 0 | 0 |
| S. Sarni            | 11 | 1  | 1 | 1 |
| O. Talal            | 4  | 0  | 0 | 0 |